# Storthyngurella hirsuta
Storthyngurella hirsuta är en kräftdjursart som beskrevs av Malyutina 1999. Storthyngurella hirsuta ingår i släktet Storthyngurella och familjen Munnopsidae. Inga underarter finns listade i Catalogue of Life.